# Krašna
Krašna je priimek več znanih ljudi:
- Anka Krašna (*1950), slikarka, likovna pedagoginja (prof. PEF UM)
- Jakob Krašna (1810—1878), duhovnik in pratikar
- Primož Krašna (*1976), stripar
- Zmago Krašna (1906—1945), učitelj, član organizacije TIGR in politični delavec